# Cucullia herzi
Cucullia herzi là một loài bướm đêm trong họ Noctuidae.